# St. Marys (Pensilvânia)
St. Marys é uma cidade localizada no estado americano de Pensilvânia, no Condado de Elk.

## Demografia
Segundo o censo americano de 2000, a sua população era de 14.502 habitantes.

## Geografia
De acordo com o United States Census Bureau tem uma área de
257,6 km², dos quais 257,2 km² cobertos por terra e 0,4 km² cobertos por água.

## Localidades na vizinhança
O diagrama seguinte representa as localidades num raio de 36 km ao redor de St. Marys.